# 吳淮 (解元)
吳淮，字徐川，貴州貴陽人，明朝政治人物。

## 生平
嘉靖三十一年（1552年）壬子科貴州鄉試第一名舉人，授銅陵縣知縣，在任六載，有清節之名。擢刑部主事，轉工部員外郎、户部郎中，歷諸曹署。因丁憂去職，於是不再出仕。優游林下三十餘年。

## 著作
著作甚豐，有《銅江集》《邉籙集》等。